# Blood on the Dance Floor
 Denne artikel omhandler et album af Michael Jackson. Opslagsordet har også en anden betydning, se Blood on the Dance Floor (band).
Blood on the Dance Floor er et Michael Jackson-album optaget i perioden 1995-1996 og udgivet i 1997. Albummet består af 5 nye sange, deriblandt det britiske #1 hit Blood on the Dance Floor, samt soundtracket til Michael Jackson filmen Ghost, med samme navn. Udover de 5 nye kompositioner er der 8 remix numre af HIStory sange. Albummet er verdens bedst sælgende remix album med 6 millioner solgte eksemplarer. Michael Jackson dedikerede albummet til Elton John, for at have hjulpet Jackson med at komme ud af hans pillemisbrug.

## Indhold
1. "Blood on the Dance floor" 4.14
2. "Morphine" 6.28
3. "Superfly Sisters" 6.27
4. "Ghost" 5.13
5. "Is it Scary" 5.35
6. "Scream Louder (Flyte Tyme Remix)" 5.26
7. "Money (Fire Island Radio Edit)" 4.22
8. "2 Bad (Refugee Camp Mix)" 3.33
9. "Stranger in Moscow (Tee's In-House Club Mix)" 6.53
10. "This Time Around (D.M. Radio Mix)" 4.05
11. "Earth Song (Hani's Club Experience)" 7.55
12. "You Are Not Alone (Classic Club Mix)" 7.37
13. "HIStory (Tony Moran's HIStory Lesson)" 8.00